# Münster-Geschinen
Münster-Geschinen és un municipi del cantó suís del Valais, cap del districte de Goms. El municipi és el resultat de la fusió el 2004 dels municipis de Münster i Geschinen.